# 三遊亭楽大
三遊亭 楽大（さんゆうてい らくだい）は、落語家の名前。
- 三遊亭楽大 - 現∶伊集院光。二ツ目で落語家を廃業しており、基本的には代数をつけない[注 1]。
- 三遊亭楽大 - 本項にて記載。

三遊亭 楽大（さんゆうてい らくだい、1981年1月19日 - ）は、落語家。円楽一門会所属（マネジメント会社は株式会社オフィスまめかな）。本名∶天野 吉秀。出囃子は『ちょんきな』。身長173センチ、体重110キロ。

## 芸歴
埼玉県草加市出身。埼玉県立草加西高等学校、華調理師専門学校卒業。
2007年4月、三遊亭楽太郎に入門し、三遊亭楽大を命名される。命名については、先代の伊集院光に楽太郎自ら数十年ぶりに電話をかけ、事後報告ながらも承諾を得ている。楽大自身も、学生時代は伊集院のラジオ番組リスナーであり、楽太郎門下に入ったのも伊集院の師匠だったことに依る。
2011年4月に二ツ目に昇進。
2020年4月、三遊亭鳳笑と共に真打に昇進した。

## 人物
先代の「三遊亭楽大」にあたる伊集院とは相弟子として交流を持っている。高座名に関しても、二ツ目で廃業したため通常は代数に数えないにもかかわらず自ら「2代目」を自称するとともに、伊集院への尊敬の念から先輩落語家への呼称の一つである「兄(アニ)さん」と呼んでいる。
楽大の真打昇進にあたって作られた口上書き(挨拶状)には伊集院が寄稿しており、2021年6月13日に開催された「三遊亭円楽・伊集院光 二人会」では楽大が開口一番として出演している。

## 出演番組
- 日曜バラエティー（NHKラジオ第1放送） - 2011年より2014年まで「コロコロトリオ」の一人としてレギュラー出演していた[7]。
- 笑点 特大号（BS日テレ） - 若手大喜利